# رقص متیورولی

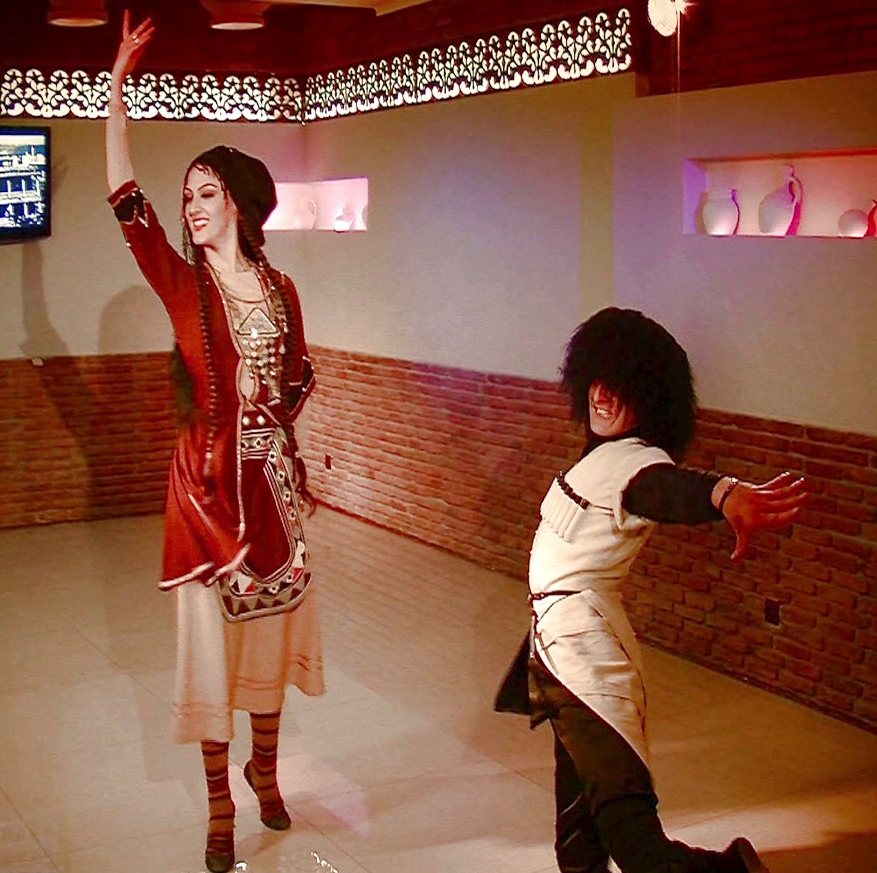
رقص متیولوری

رقص متیولوری(به گرجی: მთიულური) از جمله رقص‌های فولکلوریک و کوهستانی اهالی گرجستان است.همانند رقص خوسورولی، رقص متیورولی نیز بر پایه رقابت نهاده شده‌است. اگر چه این رقص اساساً رقابت میان دو گروه از مردان جوان است. گرچه این رقص بیشتر شبیه بزم رقابتی ورزیدگی و هنر است. در ابتدا گروهها در حرکات خود به رقابت می‌پردازند سپس رقص گروهی دختران و بعد از آن رقص‌های انفرادی با حرکات زانوها و پنجه‌های پا است. این رقص یادآور جشن و پایکوبی در کوهستان است. 

## نگارخانه

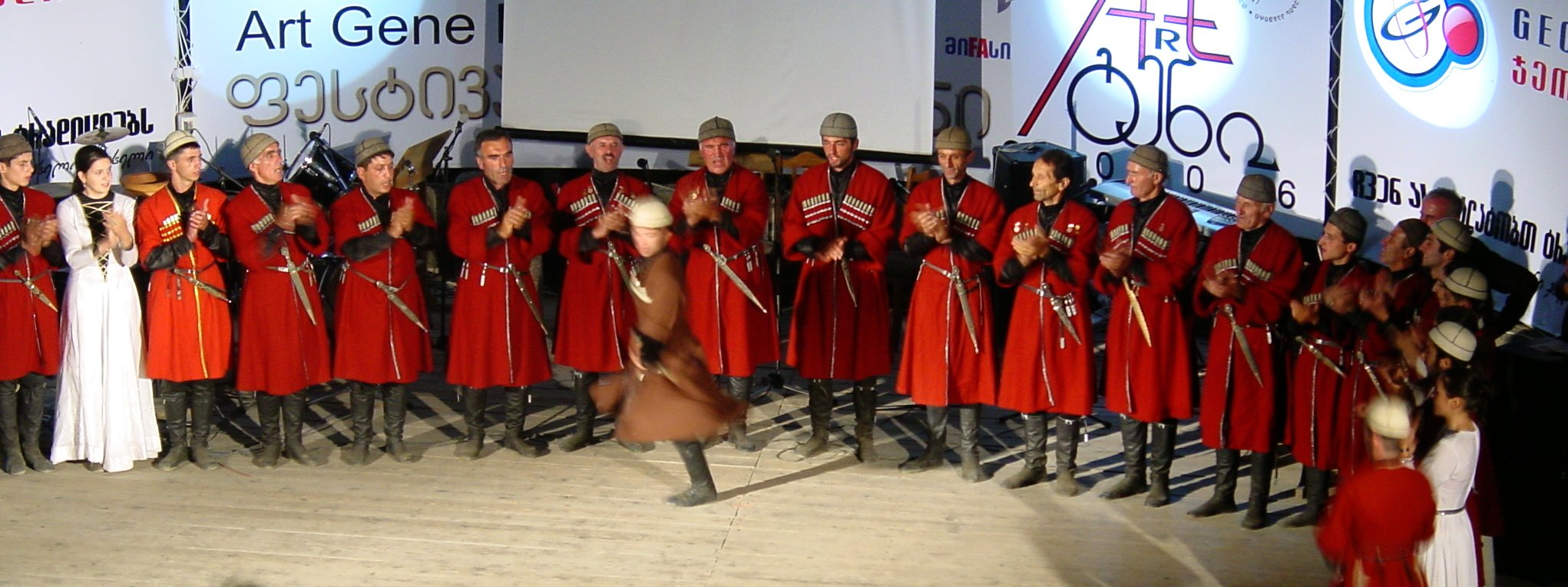
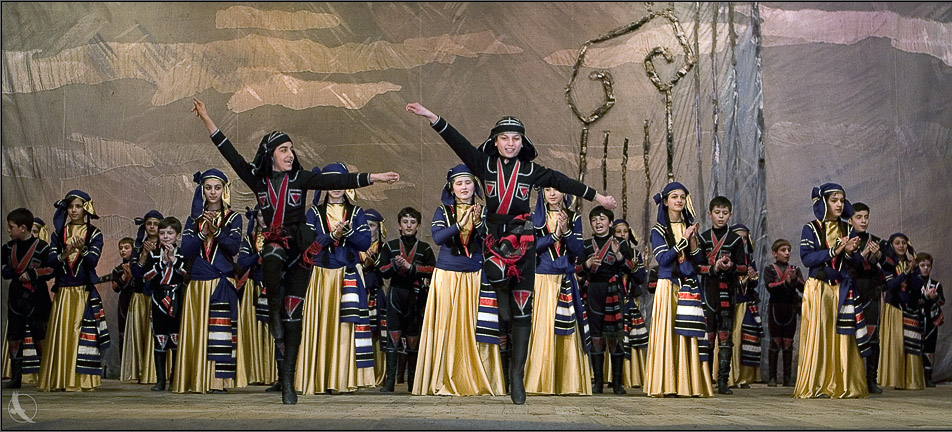
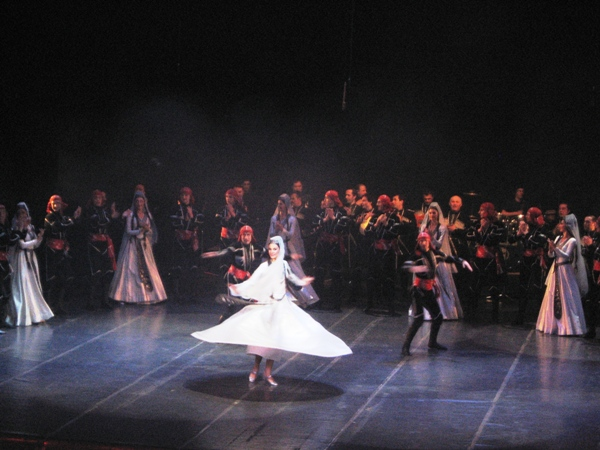